# Marguerite Alioth
Marguerite Alioth (* 22. März 1874 in Arlesheim; † 14. Juni 1962 in Basel) war eine Schweizer Pianistin und Komponistin.

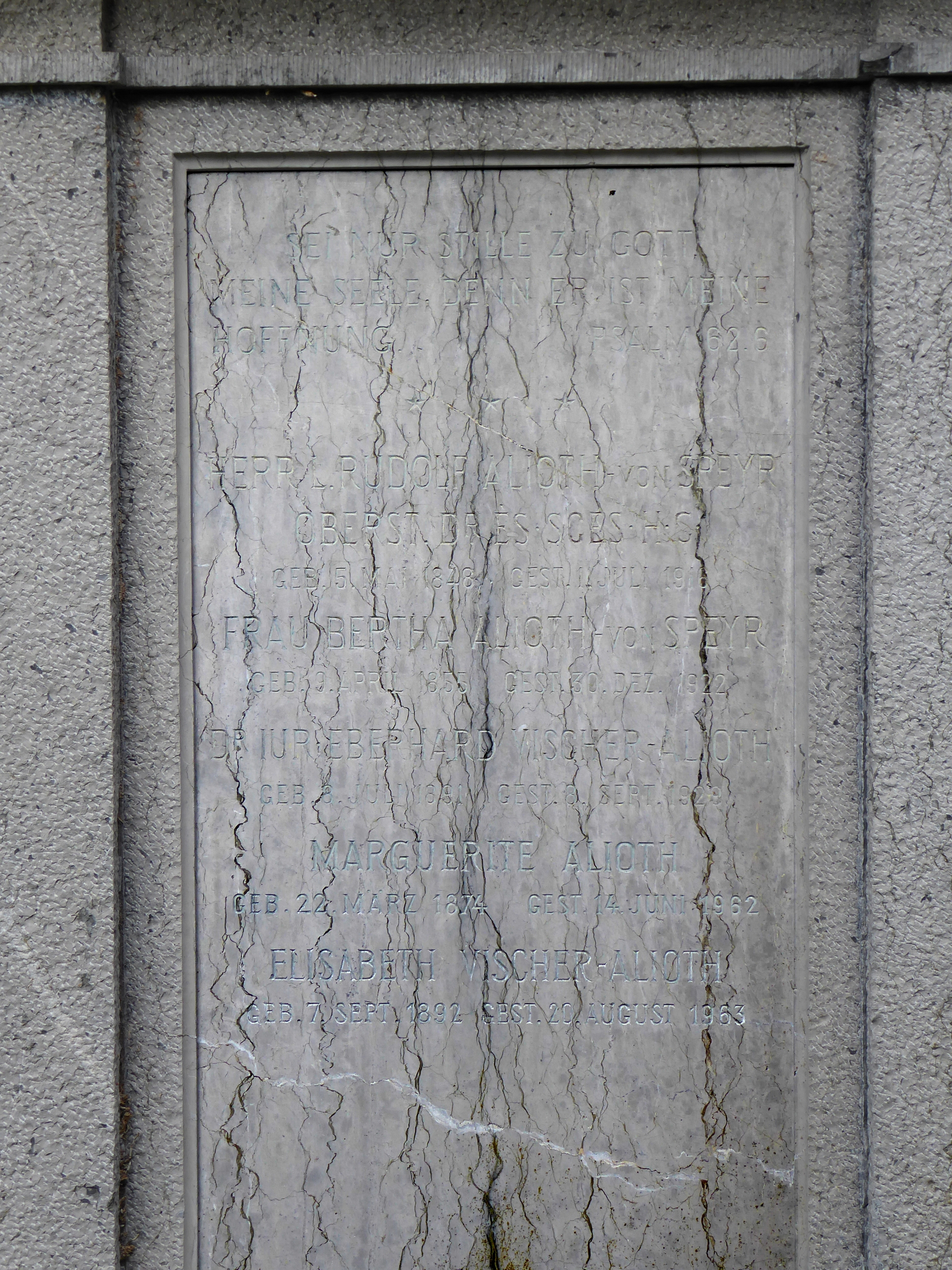
Grab auf dem ehemaligen Friedhof in Arlesheim

## Leben und Werk
Marguerite Alioth war die älteste Tochter des Ingenieurs Ludwig Rudolf Alioth und der Bertha, geborene von Speyr. Ihre jüngste Schwester war die Frauenrechtlerin, Journalistin und Sozialaktivistin Elisabeth Vischer-Alioth.
Marguerite Alioth erhielt ihre pianistische Ausbildung bei Teresa Carreño, dazu Kompositionsunterricht am Konservatorium Basel sowie an der École de Musique in Paris. In der Folge schrieb sie Werke für Klavier und Streichinstrumente. Ihre Passacaglia und Fuge für Klavier wurde 1933 mit dem internationalen Smedley-Memorial-Preis ausgezeichnet. Wegen wachsender Selbstkritik gab Alioth das Komponieren früh auf. 
Von 1917 bis 1924 leitete sie den Orchesterverein in Arlesheim. Wie ihre Schwester engagierte sie sich für die Gleichstellung der Frau und war von 1916 bis 1921 im Vorstand der Vereinigung für das Frauenstimmrecht Basel und Umgebung. Zudem war sie 1918 Mitbegründerin des Lyceum-Clubs Basel und über viele Jahre dessen Präsidentin.
Marguerite Alioth fand ihre letzte Ruhestätte auf dem ehemaligen Friedhof in Arlesheim.